# Thanatos (episodio de The Tomorrow People)
Thanatos es el octavo episodio de la primera temporada de la serie estadounidense de drama y ciencia ficción, The Tomorrow People. El episodio fue escrito por Phil Klemmer y Alex Katsnelson, basados en la historia de Greg Berlanti y Phil Klemmer y dirigido por Rob Bailey. Fue estrenado el 4 de diciembre de 2013 en Estados Unidos por la cadena The CW.
Stephen está decidido a descubrir lo que espera sea la clave para encontrar a su padre e idea un plan con los Chicos del mañana que consiste en meterse en la memoria de Jedikiah, pero algo sale mal y Russell lo lleva a la base del metro, donde es mantenido cautivo a cambio de la información que desean. Stephen toma una arriesgada oportunidad y accede a los archivos de Ultra.

## Elenco
- Robbie Amell como Stephen Jameson.
- Peyton List como Cara Coburn.
- Luke Mitchell como John Young.
- Aaron Yoo como Russell Kwon.
- Madeleine Mantock como Astrid Finch (crédito solamente).
- Mark Pellegrino como el Dr. Jedikiah Price.

## Continuidad
- El episodio marca la primera aparición de Troy y Aldus Crick.
- El episodio también marca la primera aparición de "El fundador".

- La voz de "El fundador" pudo escucharse en All Tomorrow's Parties, cuando Jedikiah lleva a Stephen a una reunión con él.

- Morgan Burke fue vista anteriormente en Sorry For Your Loss.
- Es el tercer episodio en el que Astrid no está presente.

## Casting
El 23 de septiembre de 2013 se dio a conocer que Nicholas Young, quien interpretó a John en la versión original de la serie, fue contratado para interpretar a Aldus Crick, un científico que ha estudiado a los Chicos del mañana.

## Recepción

### Recepción del público
En Estados Unidos, Thanatos fue visto por 1.74 millones de espectadores, recibiendo 0.6 millones de espectadores entre los 18 y 49 años, de acuerdo con Nielsen Media Research.